# Idioma marrucino
El marrucino era una lengua osco-umbra estrechamente emparentada con el osco hablada en el área habitada por el antiguo pueblo itálico de los marrucinos (en el valle del río Aterno, en los actuales Abruzos) en I milenio a. C. El principal testimonio del marrucino es el Bronce de Rapino, epígrafe de mediados del siglo II a. C. encontrado en Rapino, cerca de Chieti, publicado por primera vez por Theodor Mommsen en 1846. Varias características lingüísticas, tanto en el vocabulario como en la sintaxis, son de considerable interés para los estudiosos de la gramática de las lenguas itálicas. 
El etnónimo "marrucino" parece ser de origen pre-indoeuropeo y es de considerable interés, ya que muestra el sufijo -no- después del sufijo -co-, un cambio que probablemente indica una conquista de una tribu más antigua por parte de los invasores itálicos.
La inscripción dice:
Aisos pacris toutai marroucai lixs asignas ferenter auiatas toutai marroucai Ioues patres ocres Tarincres Iouias agine iaf .c. esuc agine asum bau pollenis feret regenai piai Cerie Iouia pacr. si eituam amatens uenalinam ni tana nipis pedi suam.
En latín:
Dis paci totae marrucinae lex assignas ferentur auspicatae totae marrucinae Iovis patris ocris Tarincris Ioves celebratione eas ita celebratione assum boum pollinis feret reginae piae Ceres Iovis paci sit pecuniam amaverint hostiam ne tangat nequis petit suam.
En español:
Paz divina a todos los marrucinos, asignas la ley, traerán auspicio a todos los marrucinos el padre Júpiter y las celebraciones de Júpiter del monte Tarincris, así la celebración del buey asado y el polvo traerá a la reina piadosa Ceres y Júpiter la paz, sea dinero amarán la ofrenda ni la toque nadie, pide su.